# Surround

Symbol för 5.1 surround

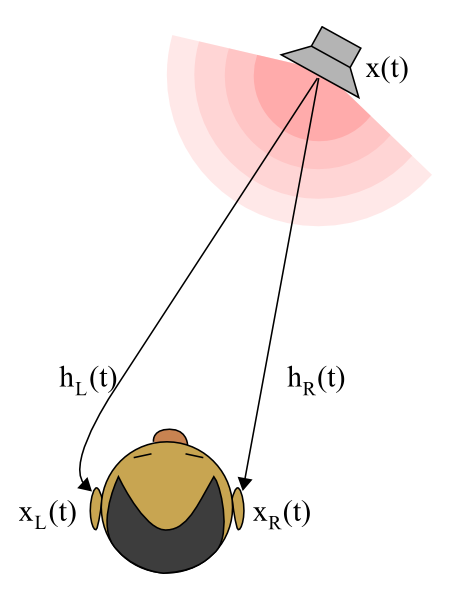
Vanligt lyssnande

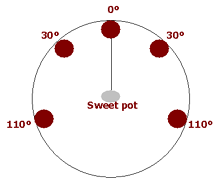
Surround.

Surround är en ambiofonisk ljudåtergivningsmetod som innebär att högtalarna i ett ljudsystem är fyra eller fler i återgivningen. Högtalarna placeras horisontellt, tvådimensionellt, i en radie på 360° runt den lyssnande. Alla ljudkanaler är unika.

## Typer av medium och tekniska applikationer
Den vanligaste systemet är Dolby 5.1 surround, en teknik två högtalare bak, tre högtalare fram samt en bashögtalare. En mindre vanlig variant är 7.1 surround, som har två högtalare bak, tre högtalare fram, en högtalare på vardera sidan om den lyssnande och en bashögtalare. Det finns även 7.2 med två bashögtalare. Ljudsystemet kan användas lika bra såväl till film som musik.
Redan på 1970-talet kom de första multikanalsystemen för musik (Quadraphonic sound) men de slog aldrig igenom och försvann från marknaden efter ett tag.

## Spatialt hörande
I takt med utvecklingen av bland annat mer verklighetstrogna datorspel med mer avanderad 3D-grafik samt 3DTV har det även gjorts försök att ta fram 3D-ljud. Vägen är dock lång till helt automatiserade 2D- eller 3D-ljudflöden.